# Ianthocincla bieti
Ianthocincla bieti là một loài chim trong họ Leiothrichidae.